# Венедиктов, Арсений Андреевич
Арсе́ний Андре́евич Венеди́ктов (2 января 1935, Цыганово, Горномарийский район, Марийская автономная область, Горьковский край, РСФСР, СССР — 31 января 2014, Йошкар-Ола, Марий Эл, Россия) — марийский советский артист театра, оперный певец. Ведущий солист-вокалист Марийского музыкального театра (ныне — Марийский государственный академический театр оперы и балета имени Э. Сапаева) (1968—1990). Заслуженный артист РСФСР (1982). Народный артист Марийской АССР (1977). Лауреат Государственной премии Марийской АССР (1970). Член КПСС с 1971 года.

## Биография
Родился 2 января 1935 года в д. Цыганово ныне Горномарийского района Марий Эл в крестьянской семье.
Учился в Пайгусовской, затем — в Микряковской семилетней школе родного района. Проучившись несколько лет, вынужден был оставить учёбу, так как в годы Великой Отечественной войны потерял отца и старшего брата, а в семье было всего 9 детей!
В годы службы в Астраханской области играл в армейском музыкальном ансамбле.
В 1962 году окончил Йошкар-Олинское музыкальное училище (вокальное отделение), в 1968 году — Ленинградскую государственную консерваторию (класс А. П. Прониной). Во время учёбы подрабатывал в Кировском театре оперы и балета: в оркестровой яме музыкантам переворачивал ноты. 
В 1968—1990 годах — солист-вокалист Марийского музыкального театра (ныне — Марийский государственный академический театр оперы и балета имени Э. Сапаева). 
Скончался 31 января 2014 года в Йошкар-Оле. Похоронен на родине. 

## Музыкальное творчество
Начало его творческого пути совпало с организацией музыкального театра в Йошкар-Оле в 1968 году: первой ролью стал Акпатыр в одноимённой первой марийской опере Э. Сапаева (на премьере этой оперы в 1963 году он пел в хоре).  
Следующими крупными его работами были Шарплес («Чио-Чио-сан» Дж. Пуччини), Евгений Онегин в одноимённой опере П. Чайковского и Григорий Веткан во второй марийской опере «Элнет» И. Молотова. 
Всего в репертуаре певца более 20 партий. Сценический голос — баритон. Образы создаваемых им персонажей различны и порой прямо противоположны, но всегда сценически убедительны — это коварный и жестокий Скарпиа в «Тоске» Дж. Пуччини, придворный шут и одновременно горячо любящий отец Риголетто в одноименной опере Д. Верди. Такой же любящий отец, но лишь внешне благородный, Жорж Жермон в опере «Травиата» Дж. Верди, неугомонный Фигаро в «Севильском цирюльнике» Дж. Россини; баритональные партии в «Паяцах» Р. Леонковалло. Наиболее сильной стороной его трактовки героев являлась их лирическая окрашенность.
Среди других известных ролей артиста — герои оперетт: Шумилев («Кен`еж йÿд» Н. Арбана), Фэри («Сильва», «Марица» И.Кальмана), Орловский, Оманай (Летучая мышь», «Цыганский барон» И. Штрауса) и другие. Последним большим спектаклем для него стала «Летучая мышь» 27 декабря 1990 года.
Также известен как исполнитель народных песен, романсов на горномарийском языке.  
В 1970 году он стал лауреатом Государственной премии Марийской АССР. В 1977 году за вклад в развитие театрального и музыкального искусства ему было присвоено почётное звание «Народный артист Марийской АССР», в 1982 году — почётное звание «Заслуженный артист РСФСР». 

## Репертуар
Список основных ролей А. А. Венедиктова:
- Акпатыр («Акпатыр», Э. Сапаев)
- Шарплес («Чио-чио-сан», Дж. Пуччини)
- Евгений Онегин («Евгений Онегин», П. Чайковский)
- Григорий Веткан («Элнет», И. Молотов)
- Фэри («Сильва», И. Кальман)
- Скарпиа («Тоска», Дж. Пуччини)
- Риголетто («Риголетто», Дж. Верди)
- Жорж Жермон («Травиата», Дж. Верди)
- Фигаро («Севильский цирюльник», Дж. Россини)
- Шумилёв («Кеҥеж йÿд» / «Летняя ночь», Н. Арбан)
- Орловский («Летучая мышь», И. Штраус)
- Оманай («Цыганский барон», И. Штраус)

## Признание
- Заслуженный артист РСФСР (7.1.1982)[1][2][3][8]
- Народный артист Марийской АССР (1977)[1][2][3][8]
- Заслуженный артист Марийской АССР (1970)[1][2][3][8]
- Государственная премия Марийской АССР (1970) — за исполнение роли Акпатыра в опере Э. Сапаева «Акпатыр»[1][2][3][8]
- Почётная грамота Президиума Верховного Совета Марийской АССР (1985)[1][2]